# Volcán (Panama)
Pour les articles homonymes, voir Volcan.
Volcán est un corregimiento situé dans le district de Tierras Altas, province de Chiriquí, au Panama. 
En 2010, la localité comptait 12 717 habitants.
Le site archéologique de  Barriles (en) se trouve au Sud de la ville de Volcán. 